# لويري
لويري أو طائر ذو الخوذة المرتعشة (الاسم العلمي: Corythaixoides)، جنس طير من فصيلة آكلات الموز. أعطانه البلاد الإفريقية الحارة. أنواعه المعروفة أربعة، جميعها آبدة.